# یواس‌اس پاسیگ (ای‌دابلیو-۳)
یواس‌اس پاسیگ (ای‌دابلیو-۳) (به انگلیسی: USS Pasig (AW-3)) یک کشتی بود که طول آن ۵۲۳ فوت ۶ اینچ (۱۵۹٫۵۶ متر) بود. این کشتی در سال ۱۹۴۴ ساخته شد.